# MC Hariel
Hariel Denaro Ribeiro (São Paulo, 20 de diciembre de 1997), más conocido como MC Hariel, es un cantante y compositor brasileño de funk paulista.

## Carrera
Hariel nació en Vila Aurora, una región en la zona norte de São Paulo en 1997. Influenciado por su padre, Celso Ribeiro, quien era músico y participó del grupo Raíces de América, Hariel comenzó su carrera como cantante grabando canciones a los once años, y durante su adolescencia trabajó como repartidor de pizzas y vendedor de tarjetas. La primera canción exitosa del artista fue "Passei Sorrindo", lanzada en 2014 y que recibió un clip web del productor KondZilla al año siguiente. En esta época, el autor cantó canciones del subgénero <i id="mwJw">funk</i> ousadia, con letras de doble sentido y connotaciones sexuales. En los años siguientes, también compuso canciones de éxito en el género funk de ostentación, como "Novo Corolla", que recibió una mención en el programa Auto Esporte de TV Globo.
Hariel alcanzó notoriedad a nivel nacional con el lanzamiento del sencillo «Lei do Retorno», en colaboración con MC Don Juan y producido por GR6 Produções. La canción, publicada en YouTube, acumula más de 270 millones de reproducciones. En 2025, participó en el álbum Melhor Viagem del cantante Gaab, contribuyendo en la pista «Tem Café», un tema de corte romántico que combina elementos de rap y pagode.
A principios de 2019, Hariel grabó su primer DVD en el desierto boliviano, titulado Haridade. Su primer álbum fue lanzado al año siguiente, en marzo de 2020, titulado Chora Agora, Ri Depois, en alusión al álbum de Racionais MC Nada Como um Dia Depois o Outro Dia. Todas las canciones del álbum recibieron un video musical, siendo "Cupido" la primera y más aclamada. Su tercer trabajo fue el EP Avisa que é o Funk, lanzado en octubre de 2020, con buena aclamación mediática. El tema más destacado fue "Maçã Verde", que estuvo entre las canciones más reproducidas en Spotify tanto en Brasil como en Portugal.  Durante este período, Hariel también participó en el sencillo "Gabigol do Morro", en asociación con DJ Zullu.
En noviembre de 2020, Hariel lanzó la canción "Ilusão (Cracolândia)" junto con DJ Alok y los MC Davi, Salvador da Rima y Ryan SP. La canción hizo referencia a la región de São Paulo conocida como Cracolândia, con mensajes de concientización contra el uso de crack y otras drogas; El padre de Hariel era drogadicto y murió por esta razón. La canción se convirtió en la más reproducida en Spotify en Brasil durante tres días consecutivos. En diciembre se lanzó una colaboración póstuma con el rapero Sabotage, titulada "Monstro Invisível", con temática política y producida por DJ Kalfani. Alcanzó los dos mil millones de visualizaciones en sus materiales en febrero de 2021 y es considerado uno de los principales representantes del género en el país en la actualidad.

## Discografía

### DVD
- Haridade (2019)
- Mundão Girou (2021)
- Funk Superação (2024)

### Álbumes de estudio
- Chora Agora, Ri Depois (2020)
- 1Beat 1 Letra (2022)

### EP
- Avisa que é o Funk (2020)
- Haridade na Resenha (2021)
- Dois Lados da Mesma Moeda + MC Don Juan (2021)
- Alma Imortal (2023)